# Востриков, Иван Дмитриевич
Иван Дмитриевич Востриков (30 марта 1927 — 6 сентября 1959, Свердловск) — советский гимнаст, чемпион мира в командном первенстве.

## Биография
Жил в Свердловске. В 1948 году окончил Свердловский техникум физической культуры.
Бронзовый призёр чемпионата СССР (1955) в упражнении на брусьях.
Чемпион мира (1954) в командном первенстве.
Погиб 6 сентября 1956 года в Свердловске — спускаясь по водосточной трубе многоэтажного дома, сорвался и разбился.